# Rotsnachtzwaluw
De rotsnachtzwaluw (Caprimulgus tristigma) is een vogel uit de familie van de nachtzwaluwen (Caprimulgidae).

## Kenmerken
De rotsnachtzwaluw is 27 cm lang. Het is een nachtzwaluw die van boven relatief donker is met een fijn patroon van afwisselend zwart en grijs, waardoor hij zittend op een rotsbodem niet opvalt.

## Verspreiding
De broedgebieden van de rotsnachtzwaluw liggen zeer verspreid door heel Afrika ten zuiden van de Sahara in rotsachtige gebieden in savannes.
De soort telt 5 ondersoorten:
- C. t. sharpei: van Senegal tot de centrale Centraal-Afrikaanse Republiek.
- C. t. pallidogriseus: Nigeria.
- C. t. tristigma: van zuidelijk Soedan en Ethiopië tot noordoostelijk Congo-Kinshasa en noordelijk Tanzania.
- C. t. granosus: van zuidoostelijk Congo-Kinshasa tot zuidelijk Tanzania en oostelijk Zuid-Afrika.
- C. t. lentiginosus: van Angola tot westelijk Zuid-Afrika.

## Status
De rotsnachtzwaluw heeft een groot verspreidingsgebied en daardoor is de kans op uitsterven gering. De grootte van de populatie is niet gekwantificeerd, maar de vogel komt algemeen voor en is plaatselijk zelfs talrijk. Om deze redenen staat deze nachtzwaluw als niet bedreigd op de Rode Lijst van de IUCN.